# Де Крешенцо, Лучано
Луча́но Де Креше́нцо (итал. Luciano De Crescenzo; 20 августа 1928, Неаполь, Итальянское королевство — 18 июля 2019, Рим, Италия) — итальянский писатель, телеведущий, кинорежиссёр, сценарист и актёр. Перед тем как перейти к литературной и кинематографической деятельности, был инженером. Обладатель премий «Серебряная лента» и «Давид ди Донателло» в номинации «Лучший дебют в режиссуре» (1985) с фильмом «Так говорил Беллависта».

## Биография
Родился 20 августа 1928 года в Неаполе, в квартале Сан-Фернандо, в районе Санта-Лючия. В местной начальной школе учился вместе с будущим коллегой Карло Педерсоли. 
В юности работал на фабрике по производству перчаток под началом отца, где научился выделывать шкуры. Здесь же познакомился с работницей, девушкой, для которой написал песню «О, Мари». Во время Второй мировой войны по настоянию родителей переехал в Кассино, который вскоре был разрушен бомбардировками американо-британской авиации.
В 1961 году женился, позднее развёлся, но успел стать отцом. Окончил Неапольский университет Федерико II и получил диплом инженера с отличием. Он был учеником Ренато Каччополи. Почти двадцать лет проработал в компании IBM, дослужившись до должности менеджера. В 1976 году понял, что его истинное призвание заключается в литературной деятельности, и стал писателем. Ему оказал поддержку Маурицио Костанцо, который помог издать его первую книгу «Так говорил Беллависта». Дебют оказался успешным. За год книга была издана общим тиражом в 600 000 экземпляров и переведена на японский язык. С 1977 по 2000 год по всему миру было издано 25 его книг общим тиражом в 18 000 000 экземпляров, из которых 7 000 000 приходятся на Италию. Его произведения переведены на 19 языков и продаются в 25 странах мира. В 1998 году за роман «Время и счастье» получил премию Чимитиле.
Среди написанных им произведений романы «Диалоги» (1985), «Кажется, вчера» (1997), «Отвлечения» (2000), научная литература «История древнегреческой философии. До Сократа» (1983), «История древнегреческой философии. После Сократа» (1986), «История средневековой философии» (2002), «История новой философии. От Николая Кузанского к Галилео Галилею» (2003), «История новой философии. От Декарта к Канту» (2004), «Примерно» (2007), «Опоздавшее кофе» (2008), «Сократ и компания» (2009), «Улисс был фиговый» (2010), «Я в числе всех святых» (2011) и «Фосса Мадонна» (2012). Его книги по античной философии были приняты компанией RAI за основу при создании цикла телепередач «Зевс. Деяния богов и героев», в которых рассказывалось о мифах и преданиях древних греков.
С конца 1970-х годах работал сценаристом на телевидении и сценаристом, режиссёром и актёром в индустрии кино. На большом экране дебютировал в 1980 году как актёр в фильме Ренцо Арборе «Папин глаз». 
В 1984 году дебютировал как режиссёр с фильмом «Так говорил Беллависта» по одноименному бестселлеру. Фильм имел зрительский успех и получил одобрение критики. В 1995 году, по мнению многих критиков, он снял свой лучший фильм «Крест и восторг» с Тео Теоколи и Изабеллой Росселини в главных ролях.
В 1994 году город Афины присвоил ему звание почетного жителя. Страдал от неврологического заболевания — прозопагнозии. В последние годы часто призывал голосовать за партию радикалов с Эммой Бонино. Своё религиозное мировоззрение определял как атеистическое христианство.